# تكرر مرئي خداعي
التكرر المرئي الخداعي هو نوع فرعي من أنواع التكرر المرئي، الذي يمثل أحد الاضطرابات البصرية المصحوبة باستمرار صورة مرئية محددة أو تكرارها بعد زوال المنبه المسبب. يُعتبر التكرر المرئي من المصطلحات الواسعة التي تصف مجموعة متنوعة من الأعراض، إذ تنقسم هذه الاضطرابات إلى التكرر المرئي الهلوسي والتكرر المرئي الخداعي. يتطور التكرر المرئي الخداعي على الأرجح عن الوعي المستمر بالمنبه ويمكن تشبيهه بالخداع البصري: الإدراك المشوه لمنبه خارجي حقيقي.
ينجم التكرر المرئي الخداعي عن حالات الصداع النصفي، واضطراب الإدراك المستمر المهلوس (إتش بّي بّي دي)، والأدوية المصروفة بموجب الوصفة الطبية وإصابات الرأس، إلا أنه قابل للتطور كاضطراب مجهول السبب أيضًا. يتضمن التكرر المرئي الخداعي مجموعة من الصور التلوية قصيرة العمر أو غير المتشكلة التي تحدث في نفس موقع الساحة البصرية الخاص بالمنبه الأصلي، وغالبًا ما يمكن ظهورها أو إثارتها بالاستناد إلى البارامترات البيئية مثل شدة المنبه، وتباين الخلفية، والتثبيت والحركة. تحدث أعراض التكرر المرئي الخداعي بشكل مستمر أو متوقع، بالاعتماد على الشروط البيئية. يُشتق الاسم الإنكليزي للتكرر المرئي «palinopsia» من الكلمتين اليونانيتين palin التي تعني «مرة أخرى» وopsia التي تعني «الرؤية».

## العلامات والأعراض
غالبًا ما يتفاقم التكرر المرئي الخداعي مع زيادة شدة المنبه ونسبة التباين في الحالة التكيفية المظلمة. تتطور أنواع متعددة من التكرر المرئي الخداعي في وقت واحد لدى المريض وغالبًا ما تحدث بالترافق مع أعراض خداعية مستمرة ومنتشرة أخرى، مثل الهالات المحيطة بالأشياء، وخلل تقدير الحجم (الرؤية التصغيرية، أو الرؤية الضخامية، أو الرؤية التقريبية أو بعادية المرئيات)، ومتلازمة أليس في بلاد العجائب، والجليد البصري وتذبذب الرؤية. يتألف التكرر المرئي الخداعي من فئات الأعراض الأربع التالية.

### الصور التلوية المبهمة المطولة
تكون الصور التلوية المبهمة المطولة غير متشكلة وتحدث في نفس موقع الساحة البصرية الخاص بالمنبه الأصلي يؤثر كل من شدة المنبه، والتباين وطول التثبيت على توليد الصور المثبتة وشدتها. على سبيل المثال، بعد رؤية ضوء ساطع مثل مصباح السيارة الأمامي أو فلاش الكاميرا، تبقى الصورة التلوية المثبتة في الساحة البصرية لعدة دقائق إضافية. غالبًا ما يبلغ المرضى عن معاناتهم من رهاب الضوء، ما من شأنه تقييد قدرتهم على أداء الأنشطة الخارجية. تكون الصورة أو الأضواء المطولة عادة متسقة اللون (صورة تلوية إيجابية) بالنسبة للمنبه الأصلي، لكنها معرضة للتلاشي إلى ألوان أخرى مع مرور الوقت. تميل الصور التلوية الناتجة عن الضوء إلى الاستمرار لمدة أطول مقارنة بالصور التلوية المبهمة الناجمة عن أشياء أخرى ذات ألوان ساطعة. يمكن تمييز الصور التلوية المطولة الناجمة عن الضوء المتسمة بالتكرر المرئي الخاصة بلون تكميلي معين عن الصور التلوية الفيزيولوجية بالاستناد إلى شدة الصورة التلوية ومدتها.  

### الخط الضوئي
يشير الخط الضوئي إلى الذيل المشابه للمذنب الذي يمكن رؤيته بسبب الحركة الموجودة بين الشخص والضوء. عادة ما يتسمر الخط لعدة ثوان قبل تلاشيه ويحدث في غالبية الحالات مع الأضواء الساطعة على الخلفيات الداكنة. يبلغ المرضى بشكل شائع عن معاناتهم من صعوبات في القيادة الليلية نظرًا إلى الخطوط المتعددة المعيقة للرؤية الناجمة عن المصابيح الأمامية للسيارات القادمة باتجاههم.

### التتبع المرئي
يشير التتبع المرئي إلى الجسم المتحرك الذي يترك نسخًا جامدة في أعقابه. قد تحدث هذه الصور التلوية المحرضة بالحركة بشكل متقطع كما هو الحال في بكرة الفيلم أو بشكل مشوش مع بعضها البعض كما هو الحال في الصور الفوتوغرافية طويلة التعرض. عند حدوثها بشكل متقطع، عادة ما يبلغ المرضى أيضًا عن اختبارهم وهم عدم التحرك. تستمر الصور التلوية لمدة ثوان قليلة وعادة ما تتطابق في لونها وشكلها مع المنبه الأصلي. تصف غالبية الحالات التتبع المرئي خلال حركة جسم معين، على الرغم من وجود بعض التقارير التي تشير إلى حدوث التتبع المرئي كنتيجة لحركة رأس الناظر أو عينيه.

### مداومة الصور المتغيرة
يوجد عدد من حالات التكرر المرئي الخداعي التي تتشارك في كثير من سماتها مع التكرر المرئي الهلوسي (مداومة الصور المتشكلة) لكن مع بعض الاختلافات الهامة. قد تدوم الصورة المثبتة المتشكلة لمدة ثوان قليلة فقط أو قد تكون سوداء أو شفافة. عادة ما تفتقر هذه المتغيرات إلى الوضوح الواقعي للتكرر المرئي الهلوسي، وقد يتأثر توليد الصور بزمن التثبيت، أو الحركة، أو شدة المنبه أو التباين. قد تمثل هذه المتغيرات على الأرجح تداخلًا بين التكرر المرئي الخداعي والهلوسي لكنها متضمنة في التكرر المرئي الخداعي نظرًا إلى حدوثها المترافق مع الأعراض الخداعية الأخرى.